# موريلو غوميز فيريرا
موريلو غوميز فيريرا (19 يونيو 1990 بساو باولو في البرازيل - ) هو لاعب كرة قدم برازيلي في مركز الدفاع. لعب مع أتلتيكو براغانتينو ونادي بالميراس ونادي غاما ونادي كارباتي لفيف وLuverdense Esporte Clube ‏ ونادي تريزه وAssociação Atlética Aparecidense ‏ ونادي بينابولينيزي وSukhothai F.C. ‏ وIpatinga Futebol Clube ‏.

## وصلات خارجية
- موريلو غوميز فيريرا على موقع اتحاد أوكرانيا (الإنجليزية)
- موريلو غوميز فيريرا على موقع قاعدة بيانات كرة القدم.إي يو (الإنجليزية)
- موريلو غوميز فيريرا على موقع Soccerway.com (الإنجليزية)